# 5483 Cherkashin
5483 Cherkashin este un asteroid din centura principală de asteroizi.

## Descriere
5483 Cherkashin este un asteroid din centura principală de asteroizi. A fost descoperit pe 17 octombrie 1990 la Observatorul astrofizic din Crimeea de Liudmila Cernîh. El prezintă o orbită caracterizată de o semiaxă mare de 3,13 ua, o excentricitate de 0,07 și o înclinație de 10,2° în raport cu ecliptica.